# Komarica (Vlasotince)
Komarica (Servisch: Комарица) is een plaats in de Servische gemeente Vlasotince. De plaats telt 198 inwoners (2002).